# Cabatuan (Iloilo)
Cabatuan is een gemeente in de Filipijnse provincie Iloilo op het eiland Panay. Bij de laatste census in 2010 telde de gemeente bijna 55 duizend inwoners.

## Geografie

### Bestuurlijke indeling
Cabatuan is onderverdeeld in de volgende 68 barangays:
| - Acao - Amerang - Amurao - Anuang - Ayaman - Ayong - Bacan - Balabag - Baluyan - Banguit - Bulay - Cadoldolan - Cagban - Calawagan - Calayo - Duyanduyan - Gaub - Gines Interior - Gines Patag - Guibuangan Tigbauan - Inabasan - Inaca - Inaladan | - Ingas - Ito Norte - Ito Sur - Janipaan Central - Janipaan Este - Janipaan Oeste - Janipaan Olo - Jelicuon Lusaya - Jelicuon Montinola - Lag-an - Leong - Lutac - Manguna - Maraguit - Morubuan - Pacatin - Pagotpot - Pamul-Ogan - Pamuringao Proper - Pamuringao Garrido - Pungtod - Puyas - Salacay | - Sulanga - Tabucan - Tacdangan - Talanghauan - Tigbauan Road - Tinio-an - Tiring - Tupol Central - Tupol Este - Tupol Oeste - Tuy-an - Zone I Pob. - Zone II Pob. - Zone III Pob. - Zone IV Pob. - Zone V Pob. - Zone VI Pob. - Zone VII Pob. - Zone VIII Pob. - Zone IX Pob. - Zone X Pob. - Zone XI Pob. |

## Demografie
Cabatuan had bij de census van 2010 een inwoneraantal van 54.950 mensen. Dit waren 4.089 mensen (8,0%) meer dan bij de vorige census van 2007. Ten opzichte van de census van 2000 was het aantal inwoners gegroeid met 9.015 mensen (19,6%). De gemiddelde jaarlijkse groei in die periode kwam daarmee uit op 1,81%, hetgeen lager was dan het landelijk jaarlijks gemiddelde over deze periode (1,90%).

De bevolkingsdichtheid van Cabatuan was ten tijde van de laatste census, met 54.950 inwoners op 112,9 km², 486,7 mensen per km².

## Geboren in Cabatuan
- Tomas Confesor (2 maart 1891), politicus (overleden 1951);